# Sheena Ringo

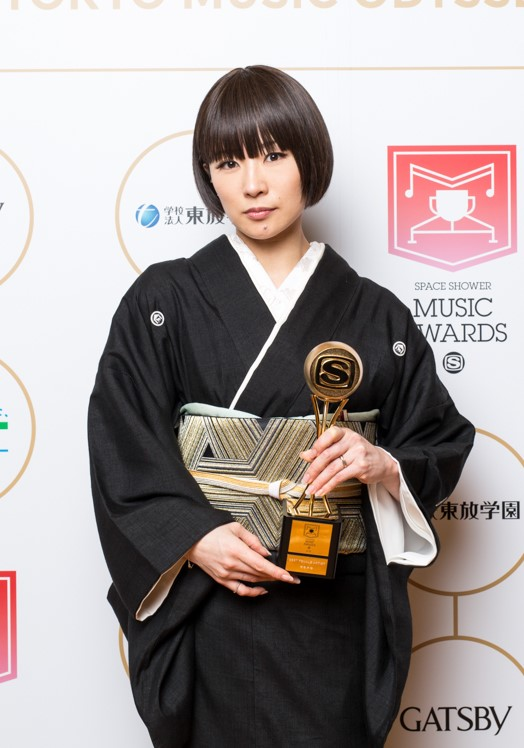
Shiina Ringo (2016)

Sheena Ringo (jap. 椎名 林檎, Shiina Ringo; * 25. November 1978 in der Präfektur Fukuoka als Yumiko Shiina (椎名 裕美子, Shiina Yumiko)) ist eine japanische Singer-Songwriterin, Produzentin, Gitarristin, Bassistin, Schlagzeugerin und Pianistin.
Außerdem war sie von 2004 bis zur Auflösung 2012 Sängerin der Band Tokyo Jihen.

## Kindheit
Yumiko Shiina wurde in der Präfektur Fukuoka als Tochter von Kōtarō Shiina, Angestellter eines Ölunternehmens und Akiko Shiina, einer Hausfrau geboren. Yumiko litt seit ihrer Geburt unter einer Krankheit, durch die die Speiseröhre in Richtung des Magens immer enger wird, was zu vielen Operationen geführt hat. Die Operationen hinterließen zahlreiche Narben auf ihren Schulterblättern.
Ihr Verständnis für Kunst begann mit dem Interesse ihres Vaters an Jazz und Klassischer Musik. Ihre Mutter studierte am College als Hauptfach Tanzen und Ballett. In Yumikos Elternhaus befand sich Musik aller Art sowie ein Klavier und eine Gitarre. Ihr Vater las außerdem sehr viele Musikmagazine. Sie begann schon mit fünf Jahren Klavier zu spielen und lernte klassisches Ballett.
In ihrer frühen Kindheit war Yumiko ein sehr kontaktfreudiges Mädchen, sie wurde jedoch immer schüchterner und stiller. Die Bedeutung ihres Künstlernamen Ringo ist übersetzt Apfel, als Anspielung auf ihren roten Kopf, als sie sich ihrer Schulklasse vorstellte.
Im Alter von 15 Jahren arbeitete sie in mehreren Bands, sowie als Solo-Künstlerin. 1995 bekam sie eine Anerkennung beim Teens Music Festival als ein Mitglied der Girlgroup Marvelous Mables. Später bekam sie einen Award of Excellence als Solokünstlerin in den Finals des annual Music Quest.

## Solokarriere
Ihre erste offizielle Single wurde im Mai 1998 veröffentlicht unter dem Namen Kōfukuron (Theorie des Glücks). Das Debütalbum Muzai Moratorium erschien im Februar 1999 und wurde sowohl von Kritikern, als auch vom Publikum gelobt. Das zweite, etwas rockigere Album Shōso Strip (März 2000) wurde ebenfalls ein mit Preisen ausgezeichneter Erfolg und verkaufte sich über 2.000.000 mal. Es folgten zahlreiche Tourneen, bis sie 2001 eine schwangerschaftsbedingte Auszeit nahm. Ein Jahr später veröffentlichte sie das Doppelalbum Utaite Myōri, welches ausschließlich Coversongs enthält (darunter Ich liebe Dich von Edvard Grieg, das sie auf Deutsch singt), sowie ein Duett mit der bekannten Popsängerin Hikaru Utada. Im Februar 2003 erschien schließlich ihr letztes Album Karuki Zamen Kuri no Hana, in dessen 45 Minuten Sheena Ringo endgültig die Grenzen des konventionellen Pop überschreitet.
Sheena Ringos Musikstil gilt als vielseitig und einzigartig. Anleihen aus Jazz, Swing, Punk, Klassik und Rock werden aufgearbeitet und mit farbigen Harmonien und experimentellen Klangeffekten zu einem ganz eigenen Klang vermischt, wobei harte E-Gitarren ebenso zum Einsatz kommen wie eine klassische Big Band, ein Symphonieorchester (ganz ohne Beat) oder gar die Stimme einer Flughafenansage. Im Gegensatz zur Mode vieler japanischer Musiker verzichtet Sheena Ringo meist darauf, einzelne englische Zeilen einzustreuen, stattdessen findet man Lieder, die ganz auf Englisch (z. B. Stem) oder auch Deutsch und Französisch gehalten sind (letztere allerdings nur auf ihrem Coveralbum). Ihr Markenzeichen ist dabei eine wandlungsfähige Stimme mit einem für japanische Verhältnisse exzessiv gerolltem „r“.
Um ihre Musik einem Genre zuteilen zu können, schuf sie ganz einfach ihr eigenes und bezeichnete es als Shinjuku-kei, also als „Shinjuku-Stil“, als Parodie auf Shibuya-kei.
In der Allgemeinheit wird sie aber nach wie vor als Rock-Künstlerin angesehen.
Im Alter von 24 heiratete Sheena den Gitarristen Junji Yayoshi und bekam ein Kind mit ihm, ließ sich jedoch bereits 14 Monate später wieder scheiden. Zum Ende des ersten Teils ihrer Solokarriere verzichtete sie auf ihre Markenrechte und veröffentlichte Ringo no Uta, einen musikalischen Querschnitt durch ihre Karriere.
Am 31. Mai 2004 gab Ringo bekannt, nicht länger als Solosängerin zu arbeiten und gründete die Band Tokyo Jihen (auch Tokyo Incidents genannt), mit der sie auf ihrer Abschiedstournee tourte (verewigt auf der Electric Mole-DVD). Während das erste Album der Band Kyoiku noch Rock mit leichten Jazz-Einflüssen beinhaltete, schlug das zweite Album Otona mit neuer Besetzung den Weg des Jazz Rock ein. Ende September 2007 erschien das Album Variety, welches sich – laut Angaben Sheena Ringos – anders als die beiden Vorgänger mehr als Pop-Album denn als Rock- oder Jazz-Platte versteht.
Anfang 2007 kündigte Sheena Ringos ein Solo-Comeback an – zunächst mit einer nur digital veröffentlichten Single Karisome Otome (DEATH JAZZ VER.) (in Kooperation mit Soil & „Pimp“ Sessions), kurz darauf jedoch auch mit einer Maxi-Single (Kono Yo no Kagiri) und einem Album (Heisei Fūzoku) – beide entstanden in Zusammenarbeit mit Violinist Saito Neko, Shiina Junpei, Sheena Ringos Bruder, fungierte für Kono Yo no Kagiri als Duettpartner.
Außerdem gilt Heisei Fūzoku als inoffizieller Soundtrack zum Spielfilm Sakuran, zu dem sie die Filmmusik komponierte.
Zeitgleich mit dem Album wurde auch eine Live-DVD veröffentlicht – später dann noch eine DVD-Version des Albums, das eine höhere klangliche Qualität und „visuelle Begleitung“ zu den einzelnen Liedern bietet.

## Gesangs- und Songwriting-Stil
Sheena ist eine versierte Musikerin und Songwriterin, die Musik aus zahlreichen Genres schreibt. Sie ist bekannt für ihre Exzentrizität, das Rollen ihrer "R" und das Erstellen von Musikvideos mit auffälliger Grafik.
Sie bewunderte die Stimme von Eddi Reader, fühlte jedoch, dass ihre eigene Stimme nicht so klar war und heiser klang. Sie bewunderte Janis Ians Gesang und schrieb "Seventeen" als Hommage an Ians "At Seventeen". Sie berichtete später über "Love Is Blind". Sie hört viele Musikgenres. Zum Zeitpunkt ihres Debüts hat sie zehn eng geschriebene Seiten mit Listen ihrer Lieblingsmusiker. Dazu gehörten verschiedene Genres wie klassische Musik, japanische und amerikanische Popmusik aus den 1950er und 1960er Jahren, zeitgenössischer Rock und die lokale Band Fukuoka. 
Sie spielt hauptsächlich Rhythmusgitarre, aber sie spielt auch andere Musikinstrumente. Während Live-Shows spielt sie manchmal Klavier und gelegentlich Bassgitarre. Während der Aufnahme spielt sie manchmal Klavier und Schlagzeug und verwendet gelegentlich ungewöhnliche Musikinstrumente wie eine Melodica und eine Shamisen.

## Künstlername
Bei ihrem Vorsprechen 1996 stellte sie sich erstmals als "Sheena Ringo" vor. "Ringo" bedeutet auf Japanisch "Apfel". Sie sagte, dass "Ringo" von ihrem Spitznamen in der Klasse herrührte, als sie in der Öffentlichkeit oft rot wurde, und vom Schlagzeuger der Beatles, Ringo Starr.
Sie erklärte kürzlich, dass sie der Benennung des Pseudonyms ihres Lieblings-Manga-Künstlers Sensha Yoshida folgte. Sein Vorname ist nur ein Name eines Objekts wie Ringo ("Sensha" bedeutet in diesem Fall auf Englisch "Panzer"). Sie dachte, dass diejenigen, die ihren Namen hörten, davon schockiert sein würden. [8]

## Diskografie

### Studioalben
| Jahr | Titel                                                                       | Höchstplatzierung, Gesamtwochen, AuszeichnungChartsChartplatzierungen (Jahr, Titel, Platzierungen, Wochen, Auszeichnungen, Anmerkungen) | Anmerkungen                                                     |
| Jahr | Titel                                                                       | JP | Anmerkungen                                                     |
| ---- | --------------------------------------------------------------------------- | --- | --------------------------------------------------------------- |
| 1999 | Muzai Moratorium (無罪モラトリアム, Innocent Moratorium)                    | JP2 ×3Dreifachplatin · (79 Wo.)JP | Erstveröffentlichung: 24. Februar 1999 Verkäufe JP: + 1.433.000 |
| 2000 | Shōso Strip (勝訴ストリップ, Lawsuit Winning Strip)                         | JP1 ×2Doppeldiamant · (30 Wo.)JP | Erstveröffentlichung: 31. März 2000 Verkäufe JP: + 2.332.000    |
| 2003 | Kalk Samen Kuri no Hana (加爾基 精液 栗ノ花, Chalk, Semen, Chestnut Flower) | JP1 ×2Doppelplatin · (20 Wo.)JP | Erstveröffentlichung: 23. Februar 2003 Verkäufe JP: + 409.000   |
| 2009 | Sanmon Gossip (三文ゴシップ, Superficial Gossip)                            | JP1 Gold · (15 Wo.)JP | Erstveröffentlichung: 24. Juni 2009 Verkäufe JP: + 202.000      |
| 2014 | Hi Izuru Tokoro (日出処, Land of the Rising Sun)                            | JP3 Gold · (38 Wo.)JP | Erstveröffentlichung: 5. November 2014 Verkäufe JP: + 100.936   |
| 2019 | Sandokushi (三毒史, The History of the Three Poisons)                       | JP2 Gold · (33 Wo.)JP | Erstveröffentlichung: 27. Mai 2019 Verkäufe JP: + 57.538        |
| 2024 | Carnival (放生会, Hōjoya)                                                   | JP2 (20 Wo.)JP | Erstveröffentlichung: 29. Mai 2024 Verkäufe JP: + 32.515        |

### Kompilationen
| Jahr | Titel | Höchstplatzierung, Gesamtwochen, AuszeichnungChartsChartplatzierungen (Jahr, Titel, Platzierungen, Wochen, Auszeichnungen, Anmerkungen) | Anmerkungen |
| Jahr | Titel | JP | Anmerkungen |
| ---- | --- | --- | --- |
| 2007 | Heisei Fūzoku (平成風俗, Heisei Manners)                                                                   | JP— GoldJP | Erstveröffentlichung: 21. Februar 2007 Verkäufe JP: + 175.000 Kollaboalbum mit Violinist Neko Saito, Kompilation für den Film Sakuran |
| 2008 | Watashi to Hōden (私と放電, Electric Discharge & Me)                                                       | JP4 Gold · (16 Wo.)JP | Erstveröffentlichung: 2. Juli 2008 Verkäufe JP: + 153.000 B-Seiten-Kompilation                                                        |
| 2008 | MoRA | JP32 (2 Wo.)JP | Erstveröffentlichung: 25. November 2008 Verkäufe JP: + 9.000 CD-Box von Alben                                                         |
| 2013 | Ukina (浮き名, Scandal)                                                                                    | JP5 (8 Wo.)JP | Erstveröffentlichung: 13. November 2013 Verkäufe JP: + 35.000                                                                         |
| 2013 | Mitsugetsu-shō (蜜月抄, Honeymoon Excerpt)                                                                 | JP6 (8 Wo.)JP | Erstveröffentlichung: 13. November 2013 Verkäufe JP: + 24.000                                                                         |
| 2019 | Apple of Universal Gravity (ニュートンの林檎 ～初めてのベスト盤～, Newton no Ringo ~Hajimete no Best Ban~) | JP1 Platin · (55 Wo.)JP | Erstveröffentlichung: 13. November 2019 Verkäufe JP: + 250.000                                                                        |

### EPs
| Jahr | Titel                                                                  | Höchstplatzierung, Gesamtwochen, AuszeichnungChartsChartplatzierungen (Jahr, Titel, Platzierungen, Wochen, Auszeichnungen, Anmerkungen) | Anmerkungen                                                                   |
| Jahr | Titel                                                                  | JP | Anmerkungen                                                                   |
| ---- | ---------------------------------------------------------------------- | --- | ----------------------------------------------------------------------------- |
| 2000 | Ze-Chyou Syuu (絶頂集, The Acme Collection)                            | JP— PlatinJP | Erstveröffentlichung: 13. September 2000 Verkäufe JP: + 430.000 3 Mini-CD Set |
| 2009 | Saturday Night Gossip (サタデーナイト・ゴシップ, Satadēnaito Goshippu) | JP100 (1 Wo.)JP | Erstveröffentlichung: 26. August 2009 Verkäufe JP: + 1.400                    |

### Coveralben
| Jahr | Titel                                                                             | Höchstplatzierung, Gesamtwochen, AuszeichnungChartsChartplatzierungen (Jahr, Titel, Platzierungen, Wochen, Auszeichnungen, Anmerkungen) | Anmerkungen                                                              |
| Jahr | Titel                                                                             | JP | Anmerkungen                                                              |
| ---- | --------------------------------------------------------------------------------- | --- | ------------------------------------------------------------------------ |
| 2002 | Utaite Myōri ~Sono-Ichi~ (唄ひ手冥利 ～其ノ壱～, A Singer's Luck: Part One)       | JP1 Platin · (9 Wo.)JP | Erstveröffentlichung: 27. Mai 2002 Verkäufe JP: + 397.000 2CD-Coveralbum |
| 2014 | Gyakuyunyū: Kōwankyoku (逆輸入～港湾局～, Reimport: Ports and Harbours Bureau)    | JP3 (17 Wo.)JP | Erstveröffentlichung: 27. Mai 2014 Verkäufe JP: + 45.000                 |
| 2017 | Reimport Vol. 2 – Civil Aviation Bureau (逆輸入〜航空局〜, Gyakuyunyū: Kōkūkyoku) | JP3 Gold · (22 Wo.)JP | Erstveröffentlichung: 6. Dezember 2017 Verkäufe JP: + 100.000            |

### Remixalben
| Jahr | Titel                                                                                      | Höchstplatzierung, Gesamtwochen, AuszeichnungChartsChartplatzierungen (Jahr, Titel, Platzierungen, Wochen, Auszeichnungen, Anmerkungen) | Anmerkungen                                                  |
| Jahr | Titel                                                                                      | JP | Anmerkungen                                                  |
| ---- | ------------------------------------------------------------------------------------------ | --- | ------------------------------------------------------------ |
| 2022 | La panacée de tous les maux / Das Allheilmittel für alle Übel (百薬の長, Hyakuyaku no Chō) | JP8 (6 Wo.)JP | Erstveröffentlichung: 30. November 2022 Verkäufe JP: + 6.827 |

### Singles
| Jahr | Titel Album | Höchstplatzierung, Gesamtwochen, AuszeichnungChartsChartplatzierungen (Jahr, Titel, Album, Platzierungen, Wochen, Auszeichnungen, Anmerkungen) | Anmerkungen                                                                                           | [↑]: gemeinsam behandelt mit vorhergehendem Eintrag; [←]: in beiden Charts platziert |
| Jahr | Titel Album | JP | Anmerkungen                                                                                           |                                                                                      |
| ---- | --- | --- | --- | ------------------------------------------------------------------------------------ |
| 1998 | Kōfukuron (幸福論, A View of Happiness) Muzai Moratorium                                                                       | JP— GoldJP | Erstveröffentlichung: 27. Mai 1998 Verkäufe JP: + 261.000                                             |                                                                                      |
| 1998 | Kabukichō no Joō (歌舞伎町の女王, Queen of Kabukichō) Muzai Moratorium                                                         | JP50 Gold (Mobile Downloads) + Gold (Streaming) · (16 Wo.)JP                                                                                   | Erstveröffentlichung: 9. September 1998 Verkäufe JP: + 51.000                                         |                                                                                      |
| 1999 | Koko De Kiss Shite. (ここでキスして。, Kiss Me Here) Muzai Moratorium                                                          | JP10 Gold + Gold (Mobile Downloads) · (28 Wo.)JP                                                                                               | Erstveröffentlichung: 20. Januar 1999 Verkäufe JP: + 309.000                                          |                                                                                      |
| 1999 | Honnō (本能, Instinct) Shōso Strip                                                                                             | JP2 ×2Doppelplatin + Gold (Mobile Downloads) · (25 Wo.)JP                                                                                      | Erstveröffentlichung: 27. Oktober 1999 · Verkäufe JP: + 997.000 · + JP: Gold (Streaming)              |                                                                                      |
| 2000 | Gibusu (ギブス, Gips) Shōso Strip                                                                                              | JP3 ×2Doppelplatin + Gold (Mobile Downloads) · (12 Wo.)JP                                                                                      | Erstveröffentlichung: 26. Januar 2000 · Verkäufe JP: + 714.000 · + JP: Gold (Streaming)               |                                                                                      |
| 2000 | Tsumi to Batsu (罪と罰, Crime and Punishment) Shōso Strip                                                                      | JP4 Platin · (11 Wo.)JP | Erstveröffentlichung: 26. Januar 2000 Verkäufe JP: + 546.000                                          |                                                                                      |
| 2001 | Mayonaka wa Junketsu (真夜中は純潔, Chastity at Midnight) –                                                                    | JP2 Platin · (9 Wo.)JP | Erstveröffentlichung: 28. März 2001 Verkäufe JP: + 358.000                                            |                                                                                      |
| 2003 | Stem (Daimyō Asobi-hen) (茎～大名遊ビ編～, Stem (At Play with a Feudal Lord)) Kalk Samen Kuri no Hana                          | JP1 Gold · (12 Wo.)JP | Erstveröffentlichung: 22. Januar 2003 Verkäufe JP: + 187.000                                          |                                                                                      |
| 2003 | Ringo no Uta (りんごのうた, A Song of Apples) –                                                                                | JP2 Gold · (13 Wo.)JP | Erstveröffentlichung: 25. November 2003 Verkäufe JP: + 114.000 inkl. Bonus-DVD                        |                                                                                      |
| 2007 | Kono Yo no Kagiri (この世の限り, Limits of this World) Heisei Fūzoku                                                           | JP8 Gold · (9 Wo.)JP | Erstveröffentlichung: 17. Januar 2007 Verkäufe JP: + 54.000 Sheena Ringo X Neko Saito + Junpei Shiina |                                                                                      |
| 2009 | Ariamaru Tomi (ありあまる富, Excessive Wealth) Hi Izuru Tokoro                                                                 | JP3 Gold + Gold (Downloads) · (11 Wo.)JP | Erstveröffentlichung: 27. Mai 2009 · Verkäufe JP: + 75.000 · + JP: Gold (Mobile Downloads)            |                                                                                      |
| 2011 | Carnation (カーネーション, Kānēshon) Hi Izuru Tokoro                                                                           | JP5 (16 Wo.)JP | Erstveröffentlichung: 2. November 2011 Verkäufe JP: + 22.759                                          |                                                                                      |
| 2012 | Jiyū e Michizure (自由へ道連れ, Traveling Companion to Freedom) Hi Izuru Tokoro                                                | JP— Gold (Download)JP | Erstveröffentlichung: 16. Mai 2012                                                                    |                                                                                      |
| 2013 | Irohanihoheto (いろはにほへと) / Kodoku no Akatsuki (孤独のあかつき, The Solitude of Dawn) Hi Izuru Tokoro                     | JP8 (8 Wo.)JP | Erstveröffentlichung: 27. Mai 2013 Verkäufe JP: + 25.000                                              |                                                                                      |
| 2014 | Nippon Hi Izuru Tokoro | JP9 Platin (Digital) · (9 Wo.)JP | Erstveröffentlichung: 11. Juni 2014 Verkäufe JP: + 25.000                                             |                                                                                      |
| 2015 | Shijō no Jinsei (至上の人生, A Life Supreme) / Saihate ga Mitai (最果てが見たい, I Want to See the Very End) Sandokushi        | JP12 (5 Wo.)JP | Erstveröffentlichung: 25. Februar 2015 Verkäufe JP: + 11.000                                          |                                                                                      |
| 2015 | Nagaku Mijikai Matsuri (長く短い祭, A Long and Short Festival) / Kamisama, Hotokesama (神様、仏様, God, nor Buddha) Sandokushi | JP6 Platin (Digital) + Platin (Streaming) · (4 Wo.)JP                                                                                          | Erstveröffentlichung: 5. August 2015 Verkäufe JP: + 34.000                                            |                                                                                      |
| 2016 | Jiyūdam (ジユーダム, Free-dom) Sandokushi                                                                                      | — | Erstveröffentlichung: 2016                                                                            |                                                                                      |
| 2017 | Menuki Dōri (目抜き通り, The Main Street) Sandokushi                                                                           | JP— Gold (Digital)JP | Erstveröffentlichung: 20. April 2017 mit Tortoise Matsumoto                                           |                                                                                      |
| 2018 | Kemono yuku Hosomichi (獣ゆく細道, The Narrow Way) Sandokushi                                                                  | JP— Gold (Digital)JP | Erstveröffentlichung: 2. Oktober 2018 mit Hiroji Miyamoto                                             |                                                                                      |
| 2019 | Niwatori to Hebi to Buta (鶏と蛇と豚, Gate of Living) Sandokushi                                                               | — | Erstveröffentlichung: 2019                                                                            |                                                                                      |
| 2019 | The Sun & Moon in Tokyo (浪漫と算盤, Roman to Soroban) Apple of Universal Gravity                                              | — | Erstveröffentlichung: 2019 mit Hikaru Utada                                                           |                                                                                      |
| 2022 | Toogood Carnival | — | Erstveröffentlichung: 2022                                                                            |                                                                                      |
| 2023 | Work – | JP— Gold (Streaming)JP | Erstveröffentlichung: 2022 mit Millennium Parade                                                      |                                                                                      |
| 2023 | 2045 –[JP: ↑] | JP— Gold (Streaming)JP | Erstveröffentlichung: 2022 mit Millennium Parade                                                      |                                                                                      |
| 2023 | Je Suis Libre (私は猫の目, Watashi wa Neko no Me) –                                                                            | JP6 (5 Wo.)JP | Erstveröffentlichung: 24. Mai 2023                                                                    |                                                                                      |
| 2024 | As a Human (人間として, Ningen to Shite) Carnival                                                                              | JP7 (7 Wo.)JP | Erstveröffentlichung: 24. Mai 2024                                                                    |                                                                                      |

Weitere Lieder
- 2006: 丸ノ内サディスティック (JP: Platin (Digital), JP: ×2Doppelplatin (Streaming) )

### Videoalben
| Jahr | Titel                                    | Höchstplatzierung, Gesamtwochen, AuszeichnungChartsChartplatzierungen (Jahr, Titel, Platzierungen, Wochen, Auszeichnungen, Anmerkungen) | Anmerkungen |
| Jahr | Titel                                    | JP | Anmerkungen |
| ---- | ---------------------------------------- | --- | --- |
| 1999 | Seiteki Healing Sono 1                   | — | Erstveröffentlichung: 10. November 1999 Verkäufe JP: + 220.000 VHS, Musikvideo-Sammlung                                      |
| 2000 | Seiteki Healing Sono 2                   | JP2 (8 Wo.)JP | Erstveröffentlichung: 30. August 2000 VHS, DVD, Musikvideo-Sammlung                                                          |
| 2000 | Gekokujyo Xstasy                         | JP3 (7 Wo.)JP | Erstveröffentlichung: 7. Dezember 2000 VHS, DVD, Live-Konzert                                                                |
| 2000 | Hatsuiku Status – Gokiritsu Japon        | JP2 (10 Wo.)JP | Erstveröffentlichung: 7. Dezember 2000 VHS, DVD, Live-Konzert                                                                |
| 2003 | Hyaku Iro Megane (百色眼鏡)              | JP2 Gold · (9 Wo.)JP | Erstveröffentlichung: 22. Januar 2003 Verkäufe JP: + 124.000 DVD, Spielfilm                                                  |
| 2003 | Baishō Ecstasy                           | JP2 (16 Wo.)JP | Erstveröffentlichung: 27. Mai 2003 Verkäufe JP: + 59.000 DVD, Live-Konzert                                                   |
| 2003 | Seiteki Healing Sono 3                   | JP6 (11 Wo.)JP | Erstveröffentlichung: 20. August 2003 Verkäufe JP: + 46.000 DVD, Musikvideo-Sammlung                                         |
| 2003 | Electric Mole                            | JP8 (13 Wo.)JP | Erstveröffentlichung: 17. Dezember 2003 Verkäufe JP: + 52.000 DVD, Live-Konzert, auch als limitierte Buch-Edition erhältlich |
| 2007 | Dai Ikkai Ringohan Taikai no Moyō        | JP5 (8 Wo.)JP | Erstveröffentlichung: 21. Februar 2007 Verkäufe JP: + 33.000 DVD, Live-Konzert                                               |
| 2007 | Heisei Fūzoku Daiginjō (平成風俗 大吟醸) | JP18 (4 Wo.)JP | Erstveröffentlichung: 25. April 2007 Lieder mit animierten Musikvideo Heisei Fūzoku Sheena Ringo X Neko Saito                |
| 2008 | Watashi no Hatsuden (私の発電)           | JP1 (15 Wo.)JP | Erstveröffentlichung: 2. Juli 2008 Verkäufe JP: + 68.000 Lieder mit Bildschirmschoner Watashi to Hōden                       |
| 2008 | Zazen Ecstasy                            | JP2 (13 Wo.)JP | Erstveröffentlichung: 17. September 2008 Verkäufe JP: + 42.000 DVD, Live-Konzert                                             |
| 2008 | MoRA                                     | JP25 (2 Wo.)JP | Erstveröffentlichung: 25. November 2008 Verkäufe JP: + 5.000 DVD-Box von Alben mit Bildschirmschoner                         |
| 2009 | Ringo EXPO 08                            | JP2 (21 Wo.)JP | Erstveröffentlichung: 11. März 2009 Verkäufe JP: + 67.000 DVD, Live-Konzert                                                  |
| 2009 | Seiteki Healing Sono 4                   | JP5 (8 Wo.)JP | Erstveröffentlichung: 26. August 2009 Verkäufe JP: + 21.000 DVD, Musikvideo-Sammlung                                         |

### Beiträge für Kompilationen und Sampler
- 1998: Now Japan – Koufukuron
- 1999: Dear Yuming ~Yumi Arai / Yumi Matsutoya Cover Collection~ – Kageri Yuku Heya
- 2002: Ichigo-Ichie Sweets for my SPITZ – Supika
- 2004: Collabo – Where is the Love (feat. Shiina Junpei)
- 2004: Our Last Days -Casshern OST- – Stem
- 2004: Shiina Junpei – Rhodes to Freedom – Tamanegi no Happy Song (feat. Shiina Junpei)
- 2004: FM802 Heavy Rotations J-Hits Complete ’96–’99 – Koko de Kiss Shite
- 2005: Venus Japan – Kuki (Stem)
- 2005: Happy Birthday, John – yer blues